# پیکو د تانچی تارو
پیکو د تانچی تارو (به اسپانیایی: Pico de Tancítaro) یک کوه و پارک ملی در مکزیک است که در Tancítaro واقع شده‌است. پیکو د تانچی تارو ۳٬۸۴۰ متر بالاتر از سطح دریا واقع شده‌است.